# Salomon Gessner
Salomon Gessner, född 1 april 1730 i Zürich, död där 2 mars 1788, var en schweizisk författare och kopparstickare.
Gessner vann stor popularitet med sina herdeidyller, bland vilka märks Daphnis (1754, svensk översättning 1794), Idyllen (1756), Der Tod Abels (1758, svensk översättning 1789 och 1804) och Der erste Schiffer (1762, svensk översättning 1797). Gessner förnyade 1700-talets herdedikt, i det att han utbytte versen mot poetiserad prosa och i sina pastoraler förmedlade rokokon och den engelska borgerliga realismen. Han behöll åtskilligt av den antika herdepoesins tillbehör, samtidigt som han ville återge sin egen hembygds miljö. Naturskildringen är dock inte särskilt ingående. Gessners pastoraler är inte enbart erotiska utan prisar också familjekänslan och hemlivet. De ger ofta uttryck för en tårmild och tämligen ytlig moralisk känsla samt åt ett med Rousseauanismen besläktat svärmeri för den naturliga människan. Känslighet, godhet och framför allt oskuld karaktäriserar hans typer. Carl Christoffer Gjörwell den äldre var tydligt inspirerad av Gessner, men även Bengt Lidner, Thomas Thorild och Frans Michael Franzén. Salomon Gessners samlade skrifter utgavs 1841 och hans efterlämnade brev 1801.